# Adoro te devote
Adoro te devote é um hino de adoração eucarística da tradição católica, composto por Tomás de Aquino no século XIII. Foi escrito originalmente em latim e integra a série de hinos litúrgicos criados por Tomás a pedido do Papa Urbano IV, por ocasião da instituição da festa de Corpus Christi em 1264.
O hino expressa profunda reverência ao Santíssimo Sacramento, destacando a fé na presença real de Jesus Cristo na Eucaristia, mesmo quando os sentidos humanos não o percebem. Sua teologia reflete a doutrina da transubstanciação e é considerada uma das mais belas expressões poéticas da fé cristã.
O texto original em latim começa com os versos:
Adoro te devote, latens Deitas,
Quae sub his figuris vere latitas...
Ao longo dos séculos, Adoro te devote foi traduzido para várias línguas e musicado por diferentes compositores, incluindo César Franck e Maurice Duruflé. Ele é utilizado em missas votivas do Santíssimo Sacramento, hora santa e outras devoções eucarísticas.